# Cabin Fever (Lost)
Cabin Fever este un episod din Lost, sezonul 4.